# Російський імперський легіон
Імперський Легіон (рос. Имперский Легион) — бойове крило російської терористичної організації «Російський імперський рух». Складається переважно із російських неонацистів та монархістів.

## Історія
Роком створення легіону вважається 2010.
На початку 2014 року очільники легіону відвідали Євромайдан.
У 2016—2017 група шведських націоналістів після проходження курсів військової підготовки у підконтрольному легіону клубі «Резерв» провела низку терактів у Гетеборзі.

## Бойовий шлях

### Війна на сході України
За словами командира легіону Дениса Гарієва, організація взяла участь у анексії Криму Росією. На початку літа 2014 року на базі військово-патріотичного клубу «Резерв» у Санкт-Петербурзі легіон починає займатися підготовкою бойовиків для подальшого їх відправлення в ОРДЛО.

#### Слов'янськ
2 липня 2014 бійці легіону пройшли бойове хрещення, прикриваючи відхід бойовиків Гіркіна із позицій у Слов'янську.

#### Донецьк
Після відступу зі Слов'янська, легіон було передислоковано до Донецька, де легіонери займалися охороною військового госпіталю, супроводом евакуаційних колон із пораненими бойовиками до кордону з Росією та контрдиверсійною боротьбою.

#### Дебальцеве
У жовтні 2014 року легіон взяв участь у боях поблизу села Нікішине.
У другій половині січня 2015 року легіон прибуває до Фащівки, після чого без бою займає село Круглик.
6 лютого 2015 бійці легіону за підтримки бронетехніки зробили спробу штурму українських позицій поблизу Чорнухиного, однак, зазнавши втрат, були змушені відступити. Під час бою загинули військовослужбовці ЗСУ Олександр Мокляк, Микола Карнаухов, Віталій Іскандаров і Євген Шверненко та було ліквідовано 5 бойовиків зі складу легіону. Ще 8 бойовиків зазнали поранень.

### Війна у Лівії
Відомо про участь легіону у громадянській війні в Лівії на боці військ лівійської національної армії генерала Халіфи Хафтара, підтримуваного Росією. В 2019—2020 легіон втратив 2 своїх бійців у ході війни.

### Російське вторгнення в Україну
8 березня 2022 командування легіону ухвалило рішення взяти участь у повномасштабній війні проти України та оголосило про початок набору добровольців.
18 квітня 2022 стало відомо про поранення командира легіону Дениса Гарієва, внаслідок чого командування підрозділом взяв на себе його заступник Денис Некрасов, проте вже 22 квітня Некрасова було ліквідовано у боях за Ізюм.
Наприкінці липня 2022, через значні втрати серед особового складу кадрових військ, РФ розпочала інтенсивну мобілізацію бойовиків «Імперського Легіону» задля участі у війні проти України.

## Втрати
Із відкритих джерел відомо про деякі втрати ІЛ в ході російсько-української війни:
| п/п | Прізвище, ім'я, по-батькові                                                | Дата народження | Дата смерті | Примітки                                 |
| --- | -------------------------------------------------------------------------- | --------------- | ----------- | ---------------------------------------- |
| 1.  | Єфремов Матвій Сергійович (рос. Ефремов Матвей Сергеевич)                  | 04.11.1978      | 02.07.2014  |                                          |
| 2.  | Мельников Володимир (рос. Мельников Владимир)                              | 1960            | 02.07.2014  | Командир загону                          |
| 3.  | Марков Сергій Євгенович (рос. Марков Сергей Евгеньевич)                    | 12.06.1977      | 13.10.2014  |                                          |
| 4.  | Дьяконов Сергій Вікторович (рос. Дьяконов Сергей Викторович)               | 29.07.1972      | 10.12.2014  |                                          |
| 5.  | Вешняков Андрій Олександрович (рос. Вешняков Андрей Александрович)         | 15.07.1978      | 10.12.2014  |                                          |
| 6.  | Дробицький Володимир Олександрович (рос. Дробицкий Владимир Александрович) | 08.11.1982      | 06.02.2015  |                                          |
| 7.  | Казарцев Володимир (рос. Казарцев Владимир)                                | 13.04.1986      | 06.02.2015  |                                          |
| 8.  | Сізіков Дмитро Євгенович (рос. Сизиков Дмитрий Евгеньевич)                 | 24.10.1974      | 06.02.2015  |                                          |
| 9.  | Махов Олексій Михайлович (рос. Махов Алексей Михайлович)                   | 25.03.1969      | 06.02.2015  |                                          |
| 10. | Сідєльніков Олександр Михайлович (рос. Седельников Александр Михайлович)   | 04.12.1972      | 06.02.2015  |                                          |
| 11. | Шувалов Ігор Альбертович (рос. Шувалов Игорь Альбертович)                  | 27.07.1956      | 13.02.2015  | Помер від поранень, отриманих 10.02.2015 |
| 12. | Климов Антон Олексійович (рос. Климов Антон Алексеевич)                    | 14.06.1987      | 23.03.2015  |                                          |
| 13. | Бредихін Сергій Васильович (рос. Бредихин Сергей Васильевич)               | 25.06.1971      | 07.07.2016  |                                          |
| 14. | Ярєв Андрій (рос. Ярев Андрей)                                             | 27.06.1984      | 18.08.2019  |                                          |
| 15. | Некрасов Денис Іванович (рос. Некрасов Денис Иванович)                     | 15.01.1984      | 22.04.2022  | Заступник командира легіону              |
| 16. | Якушин Сергій Сергійович (рос. Якушин Сергей Сергеевич)                    | 15.01.1985      | 12.05.2022  |                                          |
| 17. | Штолер Максим (рос. Штолер Максим)                                         |                 | 4-5.08.2022 |                                          |